# محمد عبد الله القحطاني
محمد عبد الله القحطاني (28 سبتمبر 1935 - 24 نوفمبر 1979) من مواليد قرية الواديين بمحافظة أحد رفيدة عسير.

## عن حياته
محمد بن عبد الله القحطاني هو أحد تلامذة الشيخ عبد العزيز بن باز واقنعه جهيمان العتيبي بأنه المهدي المنتظر أثناء حادثة الحرم المكي، حيث قام هو وجهيمان العتيبي والجماعة السلفية المحتسبة باقتحام واحتلال الحرم المكي في المملكة العربية السعودية إبان عهد الملك خالد بن عبد العزيز، تم قتله في الحرم المكي بعد أن أحتله مع نسيبه جيهمان العتيبي والجماعة المواليه لهم، وقتل أثناء تبادل لأطلاق النار مع القوات السعودية في المسعى في 4 محرم 1400 هـ في رابع يوم من أيام احتلال المسجد الحرام، وخلق مقتله في الأيام الأولى من العملية نوع من التشكك والتساؤلات لدى المجموعة، حيث أن المهدي لا يقتل عند ظهوره  .

## الأول من محرّم 1400 هجري
يؤمن المسلمون بقدوم مجدد للدين كل مائة عام بقول الرسول صلى الله عليه وسلم «يبعث الله على رأس كل مائة عام من يجدد لأمتي دينها» كما تؤمن بعض الطوائف بقدوم المهدي المنتظر والذي يوصف بأنه من آل بيت الرسول صلى الله عليه وسلم، واسمه «محمد»، واسم أبيه يوافق اسم أبي النبي، ويلوذ المهدي بالمسجد الحرام.
أطراف المعادلة أصبحت كاملة من وجهة نظر جهيمان العتيبي بمطلع قرن هجريّ جديد، وبصهر يسمّى «محمد بن عبد الله»، لم ينقص المعادلة إلا بيت الله الحرام ليلوذ إليه «المهدي المنتظر»، وهذا ما تمّ بعد صلاة الفجر في غرّة محرّم من العام 1400 هـ الموافق 20 نوفمبر 1979 دخل جهيمان العتيبي وجماعته المسجد الحرام في مكة المكرمة لأداء صلاة الفجر يحملون نعوشاً للصلاة عليها صلاة الجنازة بعد صلاة الفجر، وما أن انفضّت صلاة الفجر، فقام جهيمان وصهره أمام المصلين في المسجد الحرام ليعلن للناس نبأ المهدي المنتظر وفراره من «أعداء الله» واعتصامه في المسجد الحرام. قدّم جهيمان صهره محمد بن عبد الله القحطاني على أنه المهدي المنتظر، ومجدد هذا الدين، وذلك في اليوم الأول من بداية القرن الهجري الجديد.
ومن ثم قام جهيمان وأتباعه بمبايعة "المهدي المنتظر (محمد عبد الله القحطاني)، وطلب من جموع المصلين مبايعته، وأوصد أبواب المسجد الحرام، ووجد المصلّون أنفسهم محاصرين داخل المسجد الحرام.

## شهود عيان
يروي بعض شهود العيان إنهم كانوا قناصة ماهرين لدرجة إنهم يقنصون العسكر السعوديين من أعلى المنارة وكانت أحياء مكة ترى الأدخنة من جهة الحرم بكل وضوح نتيجة للمبادلة بالنار داخل الحرم ويروي آخرون بقاءهم في المسجد الحرام 3 أيام والتي من بعدها أخلى جهيمان سبيلهم لمرافقتهم النساء والأطفال وبقى كمّ لا بأس به من المحتجزين في داخل المسجد. وتم قطع المياه والكهرباء لشل تحركاتهم واستطاعت بعدها القوات دخول الحرم المكي وتخليصه، سقط على إثرها الكثير منهم ومن بينهم محمد القحطاني.